# Annia Faustina
Annia o Ania Aurelia Faustina fue una emperatriz de Roma y tercera esposa del emperador Heliogábalo durante un corto período en el año 221. Era la bisnieta de Marco Aurelio.

## Orígenes familiares
Faustina era hija del cónsul Tiberio Claudio Severo Próculo y Plaucia Servilia. Sus abuelos paternos fueron Annia Aurelia Galeria Faustina y el cónsul Cneo Claudio Severo Arabiano. Sus abuelos maternos fueron Aurelia Fadila y el cónsul Marco Peduceo Plaucio Quintilo. Ambos abuelos provenían de familias del rango consular o senatorial. Sus abuelas eran hermanas de sangre e hijas del emperador romano Marco Aurelio y la emperatriz romana Faustina la Menor. Según las evidencias que han sobrevivido, parece que era la última descendiente conocida de la dinastía Antonina.

## Matrimonios
El primer marido fue Pomponio Baso, un político romano. Se casaron en fecha desconocida del siglo III. El padre de Baso fue probablemente Cayo Pomponio Basso Terenciano, un cónsul sufecto alrededor del año 193. Baso fue cónsul en 211 y entre 212 y 217 fue un legado de la Mesia superior o inferior.
Antes de junio de 221, el emperador romano Heliogábalo deseaba que Faustina fuera su esposa. Antes de casarse con Faustina ordenó la ejecución de su primer esposo. Después de la muerte de Baso, Heliogábalo prohibió a Faustina que guardara luto por su esposo. En julio de 221, Heliogábalo se casó con Faustina, que pasó a ser su tercera esposa. La sociedad romana aceptaba mejor este matrimonio con Faustina que el segundo, con la virgen vestal Julia Aquilia Severa.
Heliogábalo le dio el título de Augusta. Según los datos numismáticos, era conocida como Annia Faustina Augusta y añadió el nombre latino de Julia a su nombre. La numismática y otras evidencias que de ella han sobrevivido son de su segundo y breve matrimonio con Heliogábalo.
Heliogábalo esperaba que Faustina le diera un heredero, en lugar de su primo materno, Alejandro Severo, que era entonces su previsible sucesor, pero Faustina no tuvo hijos. A finales de 221, Heliogábalo puso punto final a su matrimonio y se divorció de Faustina. Sin embargo, no se sabe exactamente por qué. Heliogábalo regresó con Julia Aquilia Severa y se casó con ella por segunda vez, lo que hizo que fuera su cuarta esposa. No queda claro qué pasó con Faustina después de su divorcio de Heliogábalo.